# Assisi (stacja kolejowa)
Assisi (włoski: Stazione di Assisi) – stacja kolejowa w Santa Maria degli Angeli, w prowincji Perugia, w regionie Umbria, we Włoszech, obsługująca miasto Asyż. Stacja znajduje się na linii Foligno – Terontola.
Według klasyfikacji Rete Ferroviaria Italiana (RFI) posiada kategorię złotą.

## Opis
Budynek pasażerski ma dwa piętra, z których tylko parter jest dostępny dla podróżnych, a na piętrze mieszczą się biura Trenitalia. Obok budynku pasażerskiego znajduje się kolejny budynek jednopiętrowy. Tutaj znajdują się inne biura Trenitalia. 
Stacja składa się z trzech torów: tylko tor 1 jest wykorzystywany regularnie, dwa pozostałe tory są wykorzystywane do wyprzedzania między pociągami. Wszystkie tory są obsługiwane przez perony i połączone przez tunel.

## Linie kolejowe
- Foligno – Terontola

## Usługi
Usługi dostępne na stacji:
- Kasy biletowe czynne codziennie między 13:00 a 19:35[2]
- Automaty biletowe
- Przejście podziemne
- Bar
- Automat z przekąskami
- Kiosk
- Parking
- Toalety
- Poczekalnia
- Depozyt bagażu
- Przystanek autobusowy